# Jean Édouard Verneau
Jean Édouard Verneau (Vignot, 29 agosto 1890 – campo di concentramento di Buchenwald, 14 settembre 1944) è stato un generale francese, già ufficiale veterano durante la prima guerra mondiale, tra le due guerre svolse alcuni incarichi sia operativi che di stato maggiore. Nel 1939 fu trasferito allo Stato maggiore del generale Charles Noguès, comandante in capo del TOAFN (Teatro d’operazioni dell’Africa del Nord) e dopo lo scoppio della seconda guerra mondiale, nel 1940 assunse l’incarico di Capo di stato maggiore dell’Ispettorato generale dell’Africa del Nord. Nell’agosto 1940 fu nominato capo della delegazione presso la commissione armistiziale (DDSA) ad Algeri, e il 20 febbraio 1941, promosso generale di brigata, assunse l'incarico di Sottocapo di Stato maggiore dell'Armée d'armistice a Montpellier. Capo di stato maggiore dell’esercito, fu uno dei creatori dell'Organisation de résistance de l'Armée (ORA). Nel novembre 1942, quando i tedeschi invasero la zona libera nel sud della Francia, egli emise gli ordini per la resistenza armata che furono però revocati due ore dopo dal generale di corpo d'armata Eugène Bridoux, comandante dell'esercito e Sottosegretario di stato alla guerra. Dopo l’invasione del sud della Francia fu congedato, e raggiunse il nord, in accordo con il governo di Algeri, mettendosi in contatto con il comandante Cogny per creare in questa zona una branca dell’organizzazione. Quando il 13 giugno 1943 il generale Aubert Frère, fu arrestato, egli assunse il comando dell’ORA, ma fu a sua volta arrestato dalla Gestapo il 23 ottobre e dopo aver passato sei mesi in carcere, dove subì numerosi interrogatori fu deportato nel campo di concentramento di Buchenwald dove morì di stenti. Insignito del titolo di Mort pour la France.

## Biografia
Nacque a Vignot (dipartimento della Meuse) il 29 agosto 1890. Nel 1911 si arruolò nell'esercito assegnato come cannoniere al 40º Reggimento d'artiglieria. Nel 1912 frequentò École polytechnique come aspirante, e al termine dei corsi, nel 1914 fu assegnato come sottotenente al 3º Reggimento del genio di Arras, frequentando poi l’École militaire et d’application du génie di Versailles. Si distinse durante il corso della prima guerra mondiale, rimanendo ferito dallo scoppio di un proiettile d’artiglieria nel giugno 1915. Promosso tenente e decorato con la Croix de guerre 1914-1918 con palma.
Capitano nel 1916,  gli fu assegnato il comando di una compagnia nel 1917, e l'anno successivo fu citato all’Ordine del giorno della brigata. Nel 1919 frequentò la Scuola di stato maggiore, e nel 1920 l'École supérieure de guerre. Nel 1922 entrò in servizio presso lo Stato maggiore dell'Armée du Levant, distinguendosi nelle operazioni di repressione della rivolta dei Drusi in Siria. Citato all’ordine del giorno della divisione, fu decorato con la Croix de guerre des TOE con stella d’argento.

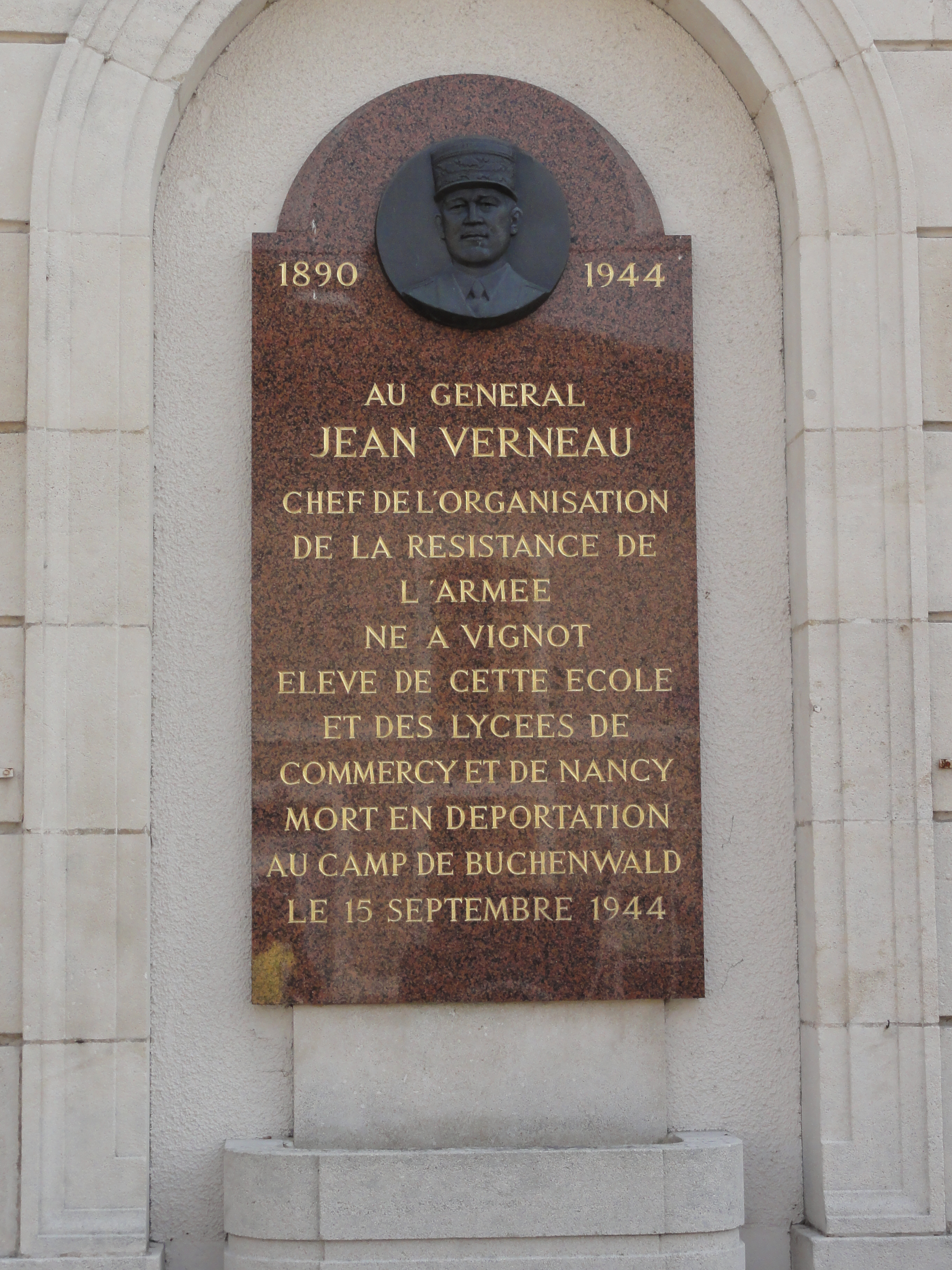
Memoriale dedicato al generale Jean Verneau a Vignot.

Nel 1924 ritornò in Patria,  trasferito al 1er Bureau dello Stato maggiore dell’esercito e l’anno successivo fu insignito del titolo di Cavaliere della Legion d'onore. Promosso chef de battaillon nel 1928, l'anno successivo fu trasferito al 3º Reggimento del genio, e nel 1931 tornò in servizio presso il 1er Bureau dello Stato maggiore dell’esercito. 
Promosso tenente colonnello, nel 1931 assunse la direzione del 1er Bureau, e nel 1937, promosso colonnello, assunse il comando del 19º Reggimento del genio di stanza a Hussein-Dey in Algeria. 
Nel 1939 fu trasferito allo Stato maggiore del generale Charles Noguès, comandante in capo del TOAFN (Teatro d’operazioni dell’Africa del Nord). Dopo lo scoppio della seconda guerra mondiale, nel 1940 assunse l’incarico di Capo di stato maggiore dell’Ispettorato generale dell’Africa del Nord.
Nell’agosto 1940 fu nominato capo della delegazione presso la commissione armistiziale (DDSA) ad Algeri. Il 20 febbraio 1941 fu promosso generale di brigata, assumendo nel contempo l'incarico di Sottocapo di Stato maggiore dell'Armée d'armistice a Montpellier.
Generale di divisione a titolo provvisorio nel giugno 1942, assunse l'incarico di Capo di stato maggiore dell’esercito, e la smobilitazione imposta dai tedeschi non gli impedì segretamente di divenire uno dei creatori dell’Organisation de résistance de l'Armée (ORA).
Il suo incarico gli permise di occultare clandestinamente materiale per la costituzione di 24 divisioni. Nel novembre 1942, quando i tedeschi invasero la zona libera nel sud della Francia, egli emise, gli ordini per la resistenza armata che furono però revocati due ore dopo dal generale di corpo d’armata Eugène Bridoux, comandante dell'esercito e Sottosegretario di stato alla guerra del governo di Vichy. Dopo l’invasione del sud della Francia fu congedato, e raggiunse il nord, in accordo con il governo di Algeri, mettendosi in contatto con il comandante Cogny per creare in questa zona una branca dell’organizzazione.
Quando il 13 giugno 1943 il generale Aubert Frère, fu arrestato, egli assunse il comando dell’ORA, ma fu a sua volta arrestato dalla Gestapo il 23 ottobre. Dopo aver passato sei mesi in carcere, dove subì numerosi interrogatori, ed aver nominato il suo successore nella figura del generale Georges Revers fu deportato a Buchenwald. In questo campo di concentramento fu costretto a lavorare 12 ore al giorno, in condizioni difficili,  e morì di stenti il 14 settembre 1944.
Promosso a titolo postumo al rango di generale di divisione, gli fu intitolata la caserma del 6º Reggimento del genio, così come un padiglione del comando della Scuola del genio di Angers.

### Annotazioni
1. ↑  In questa occasione aggiunse la stella di bronzo alla Croce di guerra.

### Fonti
1. 1 2 3 4 5  Sica 2015, p. 84.
2. ↑  Militaires décédés durant la Seconde Guerre mondiale
3. 1 2 3 4 5  Buchenwald.
4. 1 2 3 4 5  Generals.
5. 1 2 3 4 5  Wieviorka 2016, p. 299.
6. 1 2  Jean Delmas, Camouflage du matériel in Dictionnaire historique de la Résistance, Robert Laffont, Paris, 2006, p.169